# Balduin III. (Jerusalem)

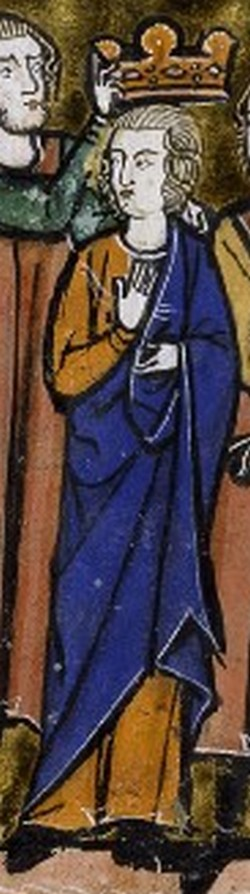
Krönung von Balduin III. (Darstellung aus dem 13. Jahrhundert)

Balduin III. (* 1131; † 10. Februar 1162) aus dem Haus Château-Landon war König von Jerusalem ab 1143.
Er war der ältere Sohn von König Fulko und Königin Melisende. Da er beim Tod seines Vaters erst 13 Jahre alt war, trat er seine Regierung unter der Regentschaft seiner Mutter an, die bis 1152 dauerte.
Zu Beginn seiner Herrschaft versuchte das Byzantinische Reich, seinen Einfluss im Fürstentum Antiochia zu erhöhen, Zengi von Mosul und Aleppo fiel in der Grafschaft Edessa ein: Balduins Regierung stellt den Beginn des Niedergangs des Königreichs dar.
1144 ging Edessa an Zengi verloren. Der Fall der Stadt führte zum Zweiten Kreuzzug, dessen Teilnehmer 1147 im Nahen Osten ankamen. Balduin und die Anführer dieses Kreuzzugs, der deutsche König Konrad III. und der französischen König Ludwig VII., verabredeten 1148 einen Angriff auf Damaskus, obwohl Damaskus ein Verbündeter der Christen gegen Zengi war (den anzugreifen aber nicht opportun erschien). Die Belagerung der Stadt misslang und der Kreuzzug wurde abgebrochen. Das Unternehmen erwies sich im Nachhinein sogar als kontraproduktiv, weil Damaskus daraufhin seine Feindschaft zu Zengis Nachfolger in Aleppo, Nur ad-Din, aufgab und später, 1154, sogar unter dessen Herrschaft geriet.
Im Juni 1149 fiel Raimund, der Ehemann der Fürstin Konstanze von Antiochia in einer Schlacht gegen Nur ad-Din, woraufhin Balduin III. als Regent nach Antiochia ging. Er versuchte, den Waffenstillstand mit Damaskus zu erneuern, verlor aber gleichzeitig die letzten Reste der Grafschaft Edessa, die Festung Turbessel, die 1149 an den byzantinischen Kaiser Manuel I. Komnenos verkauft wurde und 1151 von Nur ad-Din erobert wurde.
1152 strebte Balduin III. danach, seine Mutter als Mitregentin abzulösen und die volle Herrschaft über Jerusalem zu erlangen. Melisende war aber nicht gewillt, die Macht abzugeben, so dass Balduin daranging, sich als alleiniger König erneut krönen zu lassen. Obwohl sich dieser Plan als undurchführbar erwies, trug Balduin seine Krone öffentlich in der Grabeskirche als Symbol seiner alleinigen Herrschaft. In der folgenden politischen Auseinandersetzung stimmte Balduin einer Reichsteilung zu, Jerusalem und Nablus für seine Mutter, Akkon und Tyrus für ihn, obwohl ihn diese Lösung nicht zufriedenstellte. Er zog die Jerusalemer Adligen auf seine Seite und gewann die Stadt nach einigen Kämpfen für sich zurück.
Kurz darauf wurde er erneut nach Antiochia gerufen, weil er dort als Regent benötigt wurde. Im gleichen Jahr übernahm er auch in der Grafschaft Tripolis die Regentschaft, nachdem der dortige Graf Raimund II. ermordet worden war. Nach seiner Rückkehr nach Jerusalem schlug er die Seldschuken in einer Schlacht und belagerte im Frühjahr 1153 Askalon, die letzte Festung der ägyptischen Fatimiden im Land. Anders als im Jahr 1099, als die Kreuzfahrer an der Stadt scheiterten, gelang ihm nach siebenmonatiger Belagerung nun die Eroberung und damit auch die Sicherung der Grenze gegenüber dem westlichen Nachbarn.
1156 musste Balduin einem Vertrag mit Nur ad-Din zustimmen. Dennoch eroberte er im Winter von 1157 auf 1158 Harim, das früher zu Antiochia gehört hatte, und schlug wenige Monate später Nur ad-Din selbst. Im gleichen Jahr heiratete er Theodora, eine Nichte des Kaisers Manuel I. und traf sich mit ihm 1159 in Antiochia. Später im Jahr wurde er ein weiteres Mal Regent in Antiochia, nachdem Rainald von Chatillon, Konstanzes zweiter Ehemann, während einer Schlacht in Gefangenschaft geraten war.
Während eines Aufenthalts in Tripolis erkrankte Balduin schwer. Er begab sich nach Beirut, wo er am 10. Februar 1162 starb. Laut Wilhelm von Tyrus glaubte man, Barac, der Leibarzt Raimunds III. von Tripolis, der ihn zunächst behandelte, habe ihn vergiftet. Da er keine Kinder hinterließ, trat sein Bruder Amalrich I. seine Nachfolge an.
Balduin III. war der erste König von Jerusalem, der im Land geboren war, seine drei Vorgänger waren Immigranten aus Europa gewesen. Auch anders als diese war er nicht in kirchliche Streitigkeiten verwickelt und konnte sich somit alleine auf das Königreich konzentrieren.
Wilhelm von Tyrus schrieb, dass Balduin seine knappe Freizeit mit dem Lesen historischer Schriften verbrachte habe und auch gut im jus consuetudinarium des Königreichs bewandert gewesen sei, das später von Juristen wie Johann von Ibelin und Philipp von Novara als „die Assisen von Jerusalem“ zusammengestellt wurde. Er wurde von seinen Untertanen und auch von Nur ad-Din respektiert, der bei Balduins Tod bemerkte: „Die Franken haben einen Fürsten verloren, wie die Welt jetzt keinen mehr hat“. Johannes Kinnamos und Ibn al-Athir schrieben über Balduin aus byzantinischer und muslimischer Sicht.